# العلاقات البنينية الكمبودية
العلاقات البنينية الكمبودية هي العلاقات الثنائية التي تجمع بين بنين وكمبوديا.

## مقارنة بين البلدين
هذه مقارنة عامة ومرجعية للدولتين:
| وجه المقارنة                                              | بنين            | كمبوديا                   |
| --------------------------------------------------------- | --------------- | ------------------------- |
| المساحة (كم2)                                             | 114.76 ألف      | 181.03 ألف                |
| عدد السكان (نسمة)                                         | 11.18 مليون     | 16.01 مليون               |
| الكثافة السكانية (ن./كم²)                                 | 97.42           | 88.44                     |
| العاصمة                                                   | بورتو نوفو      | بنوم بنه                  |
| اللغة الرسمية                                             | لغة فرنسية      | اللغة الخميرية            |
| العملة                                                    | فرنك غرب أفريقي | ريال كمبودي، دولار أمريكي |
| الناتج المحلي الإجمالي (بليون دولار)                      | 9.27 مليار      | 22.16 مليار               |
| الناتج المحلي الإجمالي (تعادل القوة الشرائية) بليون دولار | 22.38 مليار     | 54.37 مليار               |
| الناتج المحلي الإجمالي الاسمي للفرد دولار أمريكي          | 762             | 1.16 ألف                  |
| الناتج المحلي الإجمالي للفرد دولار أمريكي                 | 2.03 ألف        | 3.26 ألف                  |
| مؤشر التنمية البشرية                                      | 0.480           | 0.555                     |
| رمز المكالمات الدولي                                      | +229            | +855                      |
| رمز الإنترنت                                              | .bj             | .kh                       |
| المنطقة الزمنية                                           | ت ع م+01:00     | ت ع م+07:00               |

## منظمات دولية مشتركة
يشترك البلدان في عضوية مجموعة من المنظمات الدولية، منها:
| علم المنظمة | اسم المنظمة                               | تاريخ انضمام بنين | تاريخ انضمام كمبوديا |
| ----------- | ----------------------------------------- | ----------------- | -------------------- |
|             | وكالة ضمان الاستثمار متعدد الأطراف        | 26 سبتمبر 1994    | 1 ديسمبر 1999        |
|             | منظمة الشرطة الجنائية الدولية             | ?                 | ?                    |
|             | منظمة حظر الأسلحة الكيميائية              | ?                 | ?                    |
|             | منظمة التجارة العالمية                    | ?                 | ?                    |
|             | الأمم المتحدة                             | 20 سبتمبر 1960    | 14 ديسمبر 1955       |
|             | مؤسسة التمويل الدولية                     | 5 فبراير 1987     | 26 مارس 1997         |
|             | يونسكو                                    | 18 أكتوبر 1960    | 3 يوليو 1951         |
|             | مؤسسة التنمية الدولية                     | 16 سبتمبر 1963    | 22 يوليو 1970        |
|             | البنك الدولي للإنشاء والتعمير             | 10 يوليو 1963     | 22 يوليو 1970        |
|             | المركز الدولي لتسوية المنازعات الاستشارية | 14 أكتوبر 1966    | 19 يناير 2005        |
|             | الاتحاد البريدي العالمي                   | ?                 | ?                    |
|             | الاتحاد الدولي للاتصالات                  | 1961              | 10 أبريل 1952        |

## وصلات خارجية
- موقع وزارة الخارجية البنينية
- موقع وزارة الخارجية الكمبودية